# AGM-64
O AGM-64 Hornet foi um míssil produzido pelos Estados Unidos. 
A arma começou a vida no início dos anos 1960. A North American Aviation criou um design de míssil para o projeto  Anti-Tank Guided Aircraft Rocket (ATGAR) da Força Aérea dos EUA. O ATGAR não foi produzido, mas a Força Aérea ficou impressionada o suficiente para que em 1963 concedesse à North American Aviation  um contrato de desenvolvimento para o míssil ZAGM-64A Hornet. O Hornet foi planejado como um míssil no campo de batalha para uso contra veículos blindados usando um sistema de orientação eletro-óptico. 
O primeiro teste de disparo do protótipo XAGM-64A ocorreu em dezembro de 1964. Era alimentado por um motor de foguete sólido de queima rápida. O sistema de orientação eletro-óptico fornecia uma imagem de TV ao vivo no cockpit; o operador prenderia o míssil no alvo desejado antes do lançamento e o míssil o atingiria automaticamente. 
A Força Aérea finalmente interrompeu o desenvolvimento do AGM-64, julgando que o similar AGM-65 Maverick tinha mais potencial. Embora não tenha sido produzido como arma, o Hornet tornou-se uma plataforma de teste para vários sistemas de orientação, incluindo diferentes variedades de sistemas eletro-ópticos e um sistema de orientação magnética. O programa foi encerrado em 1968. 
O XAGM-64 foi revivido brevemente no início dos anos 70, novamente para testar sistemas de orientação de mísseis. O sistema de propulsão do míssil foi atualizado, aumentando o alcance para até 4 km). Nessa configuração, o Hornet testou os pacotes de orientação a laser, o sistema eletro-óptico projetado para as bombas planadoras GBU-8/B e GBU-9/B Homing Bomb System (HOBOS) e o sistema de orientação terminal para o míssil anti-tanque AGM-114 Hellfire.

## Operadores
- Estados Unidos:  A Força Aérea dos Estados Unidos cancelou o AGM-64 antes da entrada em serviço.